# Connantray-Vaurefroy

Connantray-Vaurefroy este o comună în departamentul Marne, Franța. În 2009 avea o populație de 190 de locuitori.